# Nifoʻoti
Die  Nifoʻoti (auch Nifo oti, samoanisch: Zahn am Ende, auch Bill Hooked Knife, Deadly Tooth, Head Knife oder auch Hook Club) ist eine Keule aus Samoa. Sie wird als Werkzeug, Waffe und Kultgegenstand benutzt.

## Geschichte
Die Hakenkeule Nifoʻoti wurde von den Samoanern als Kriegswaffe entwickelt, jedoch als eine Nachahmung westlicher Formen. Bereits 20 Jahre nach James Cooks Ankunft wurden sie als eine einheimische Form betrachtet. Mit der Zeit wurde sie ein Kultgegenstand, der bei Riten und Tänzen (Tanzkeule) bis heute benutzt wird. 

## Beschreibung
Die Nifoʻoti besteht aus Hartholz (pau, roa). Es ist etwa wie ein kurzes Bootspaddel gefertigt. Die Form ist, entgegen anderen ozeanischen Keulen, monolinear und axial symmetrisch. Eine Seite ist mit einer Art Haken ausgestattet, die andere Seite ist mit einer gewellten Reihe Zähnen ausgestattet, die spitz und an den Enden scharf zulaufend sind. Am unteren Ende wird die Schlagfläche schmaler und bildet das Heft. Die anderen Seiten des Nifoʻoti sind scharf gearbeitet. 
Meist ist die Oberfläche mit traditionellen Mustern und Schnitzereien und Einlagen verziert. Diese werden mit einem Haifischzahn hineingeritzt. Während in Tonga menschliche Figuren, Fische, Vögel oder Hunde als Motive benutzt werden, weisen samoanische Keulen Wellen- und Zickzacklinien, Quadrate oder kleine Dreiecke auf, wobei diese die Trochusmuschel (Kreiselschnecken) symbolisieren.
Nach der Kolonialisierung hergestellte Versionen behielten den Namen, hatten aber eher Ähnlichkeit mit einem Hau- oder Buschmesser und bestanden aus Metallklingen mit einem Haken an der Oberseite. Diese Version ist das Stahl-Nifoʻoti.